# Securitate

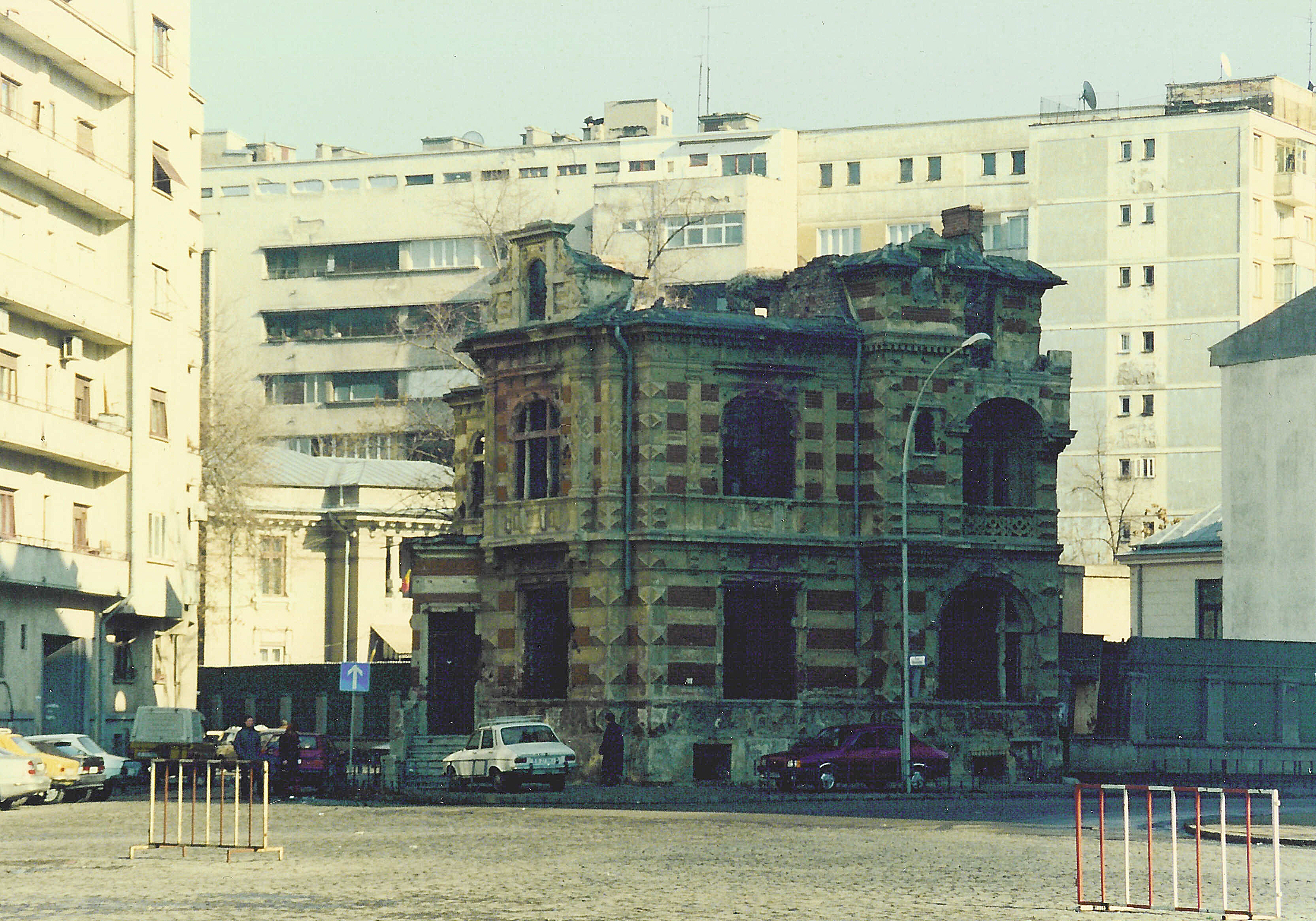
Sede della Securitate a Bucarest devastata dai rivoluzionari romeni

La Securitate (Sicurezza in rumeno: nome completo ufficiale del Departamentul Securității Statului, Dipartimento di Sicurezza dello Stato) è stato il servizio segreto della Romania Comunista. In precedenza la polizia segreta rumena era chiamata Siguranța Statului (Sicurezza dello Stato). Fondata il 30 agosto 1948, con l'aiuto dell'NKVD Sovietico, la Securitate è stata abolita nel dicembre 1989, immediatamente dopo la caduta del regime del presidente Nicolae Ceaușescu.
La Securitate era, in proporzione alla popolazione, una delle più grandi e più brutali polizie segrete del blocco orientale. Alla fondazione erano previsti 4.641 addetti e 3.549 furono reclutati nel febbraio 1949. Già nel 1951 l'organico era quintuplicato e nel gennaio 1956 la Securitate contava 25.468 addetti. Sotto il regime di Nicolae Ceaușescu, la Securitate impiegava quasi 11.000 agenti e circa mezzo milione di informatori.

## Storia

### Fondazione
La Direzione Generale per la Sicurezza delle Persone (iniziali rumene: DGSP, ma più comunemente chiamata Securitate), fu fondata ufficialmente il 30 agosto 1948 in base alla Delibera 221/30 del Presidium della Grande Riunione Nazionale. Essa esisteva comunque già nei fatti, dall'agosto 1944, quando i comunisti cominciarono ad infiltrarsi nel Ministero degli Affari Interni su grande scala. Il suo scopo ufficiale era: "difendere le conquiste democratiche e garantire la sicurezza della Repubblica del Popolo Rumeno contro i nemici interni ed esterni". La Securitate fu creata con l'aiuto dello SMERŠ, un'unità dell'NKVD, eliminando le agenzie di intelligenza esistenti e sostituendole con corpi di stile sovietico nei paesi occupati dai russi dell'Europa Orientale. L'unità dello SMERŠ in Romania, si chiamò Brigada Mobilă, (La Brigata Mobile), e fu condotta fino al 1948, dal colonnello del NKVD Alexandru Nicolschi.
Il primo Direttore della Securitate fu il generale della NKVD Gheorghe Pintilie (nato Panteleymon Bondarenko, soprannominato Pantiușa). Alexandru Nicolschi (poi promosso generale) ed un altro ufficiale sovietico, il maggior generale Vladimir Mazuru, gestirono i direttorati di deputato. Wilhelm Einhorn fu, invece, il primo segretario della Securitate.

## Metodologia
Espressione del terrore esercitato dallo stato comunista con la volontà di annientare l'opposizione, la Securitatea si caratterizzava per i metodi brutali di indagine.
Un ruolo importante gioca la tortura, sia come strumento di dominio sia per raggiungere scopi immediati, considerati utili ad ottenere informazioni per gli investigatori.
L'analisi dei fenomeni totalitari distingue due categorie di tortura:
- tortura fisica: Consisteva in diversi tipi di aggressioni fisiche durante le indagini, (l'immaginazione dei torturatori non aveva limiti);
- tortura psichica
  - "Inchiesta rinviata": L'arresto era seguito da un bombardamento di domande per un lungo intervallo di tempo, anche per giorni, con privazione del cibo e del sonno;
  - intimidazione dell'indagato: Minacce di rappresaglie verso i membri della famiglia o con esecuzioni simulate.

Negli anni ottanta, la Securitate lanciò una campagna massiccia per contrastare il dissenso in Romania, manipolando la popolazione del paese con dicerie viziose (come contatti supposti con agenzie di intelligenza occidentali), macchinazioni, costruzione di false prove, denunce pubbliche, incoraggiamento al conflitto tra vari strati della popolazione, umiliazione pubblica di dissidenti, inasprimento della censura e della repressione, anche nei confronti del minimo desiderio di indipendenza da parte degli "intellettuali".
Spesso il termine intellettuale fu usato dalla Securitate per descrivere i dissidenti con un'istruzione superiore, come l'Università o gli studenti Universitari, scrittori, direttori e scienziati che si opposero alla filosofia del partito comunista. Per esempio, gli assassinii furono usati anche per far tacere il dissenso, col tentativo di uccidere Ion Mihai Pacepa che era conosciuto bene fra ufficiali di intelligence. Negli Anni 1980 gli ufficiali della Securitate assunsero Carlos lo Sciacallo per assassinare Pacepa, ma il tentativo andò a vuoto.

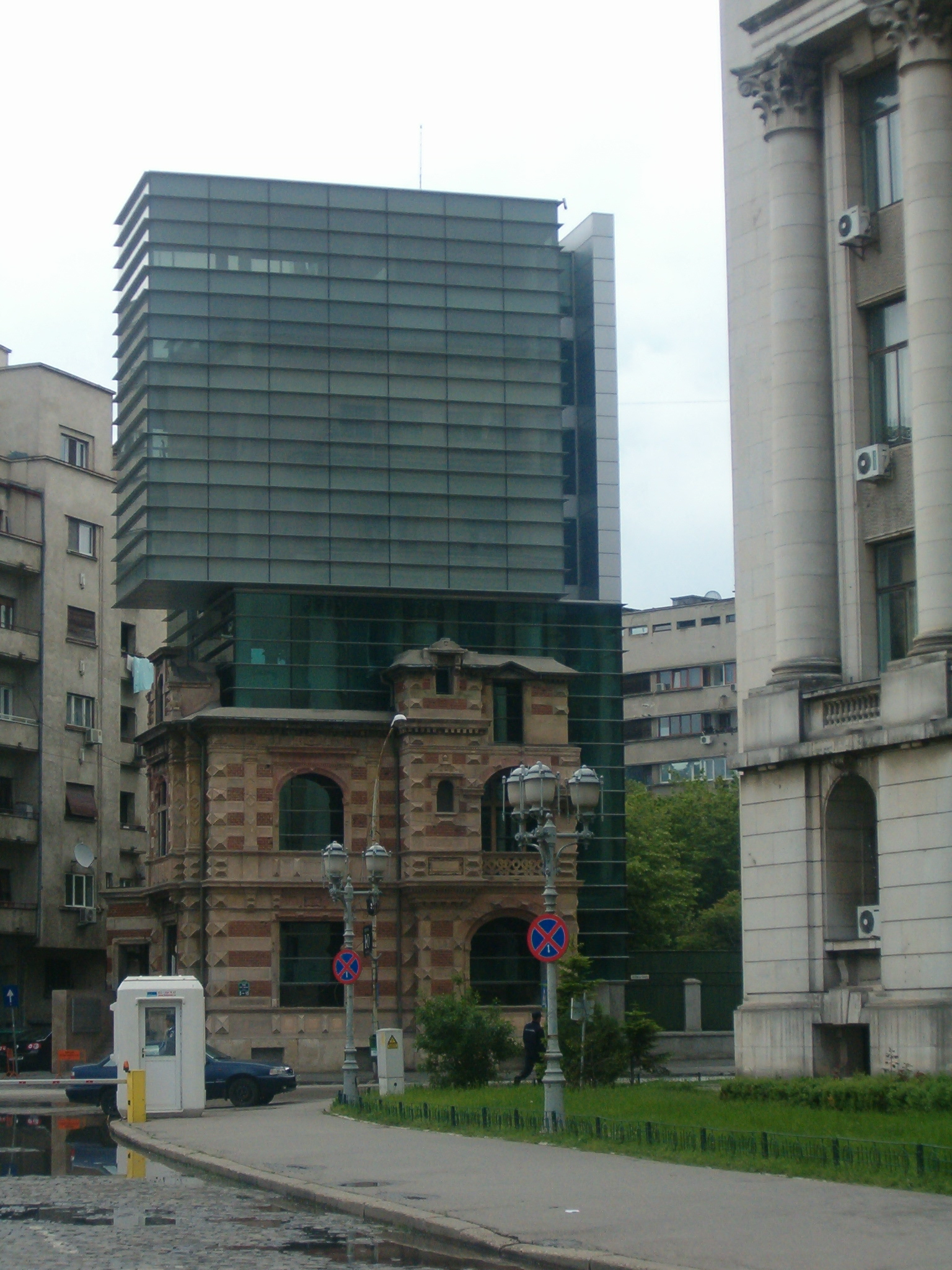
Ex sede della Securitate a Bucarest come appare oggi

L'ingresso forzato in case ed uffici e l'installazione di microfoni facevano parte di un'altra tattica della Securitate per estrarre informazioni dalla popolazione in generale. Le conversazioni telefoniche di solito venivano esaminate, e tutte le comunicazioni via fax e telex interne ed internazionali furono intercettate. I metodi della Securitate erano estesamente simili a quelli della Stasi e del KGB e la tecnologia spesso simile fu utilizzata per portare a termine i compiti necessari.

### La "Radu"
La Radu era un'arma radiologica usata dalla Securitate contro i dissidenti ed i critici del regime. Il termine rumeno Radu sta difatti ad indicare la parola "radiazione", con cui la persona si ammalava di cancro, morendo pochi mesi dopo l'esposizione alle radiazioni.
La Radu nacque all'inizio del 1970, quando la Securitate iniziò ad utilizzare materiale radioattivo fornitogli appositamente dal KGB. A svolgere questo servizio di annichilimento dei dissidenti era il "Servizio K", una sezione della Securitate cui venivano affidati quei prigionieri ritenuti altamente dannosi per il regime comunista rumeno. Quando non veniva utilizzata la Radu, il Servizio K poteva ricorrere a degli omicidi che, subito dopo, venivano spacciati per suicidi o morti naturali.
Va comunque detto che l'effettiva esistenza della Radu è stato per molto tempo un argomento dibattuto, che ha visto sostenitori ma anche fermi oppositori circa il suo reale utilizzo.

## Caduta
La Securitate fu abolita nel tardo 1989, dopo la deposizione del dittatore comunista Nicolae Ceaușescu.
Fino al 2005 generalmente si è accettato che fino alla fine del regime di Nicolae Ceaușescu, la Securitate fosse ferocemente fedele al governo. Ci furono anche dichiarazioni che, durante un discorso di Ceaușescu ad una folla di 100.000 convenuti ad arte, la Securitate aprì il fuoco sulla folla indifesa dopo alcuni slogan anti-Ceaușescu.
Comunque, negli articoli pubblicati in alcuni quotidiani rumeni dopo la fine del secondo mandato presidenziale del leader post-comunista Ion Iliescu, si suggeriva che grandi settori della Securitate furono in realtà implicati nella caduta di Ceaușescu. Questa è una teoria sostenuta dal fatto che c'era un forte movimento anti-Ceaușescu nella Securitate (si veda Ion Mihai Pacepa).

Oggi si sospetta che diversi uomini d'affari e milionari della Romania siano stati membri importanti o collaboratori della Securitate.

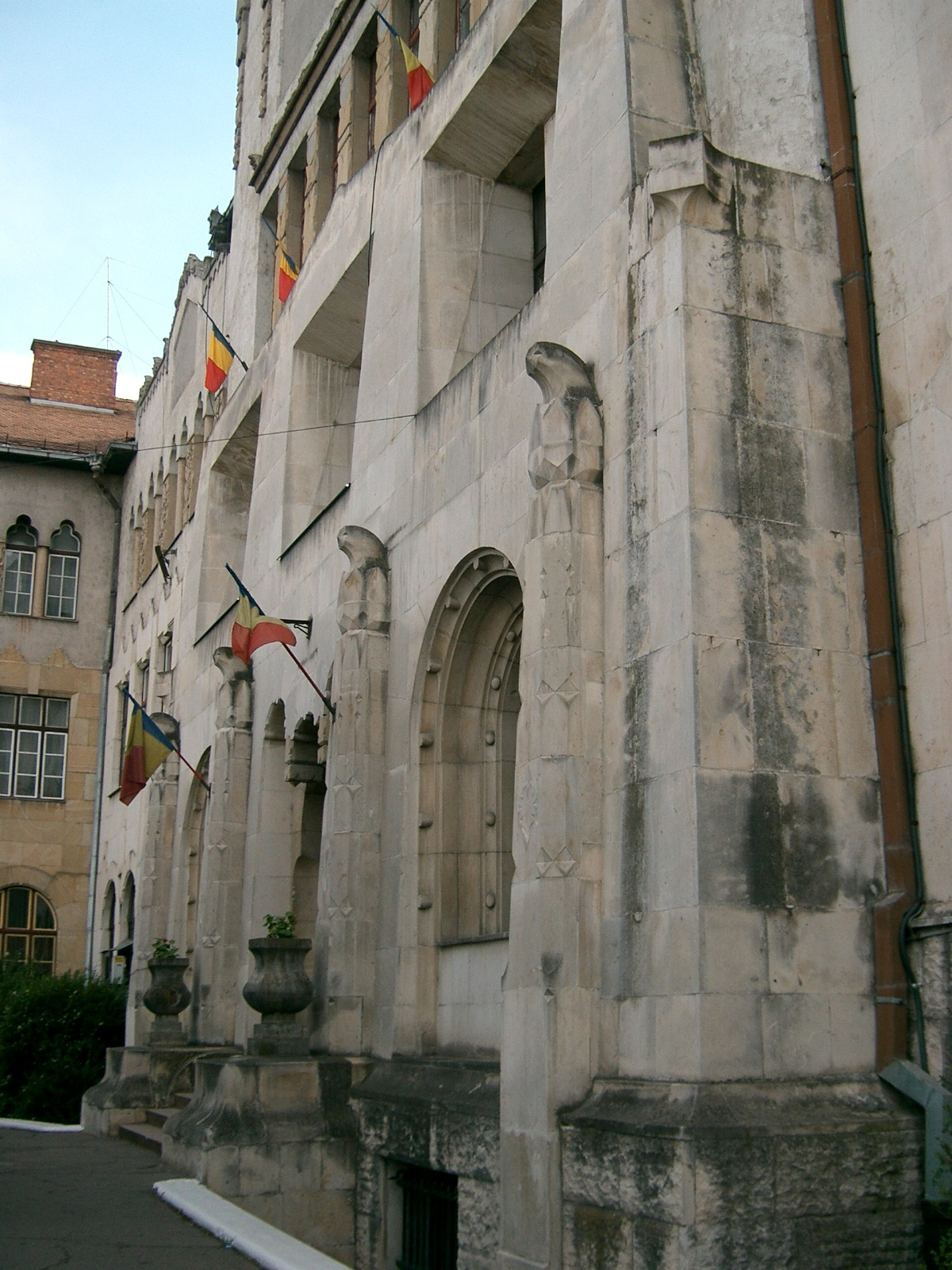
Ex sede della Securitate a Cluj-Napoca

La DSS (Dipartimento di Sicurezza dello Stato) visse fino al 1991, quando il parlamento approvò una legge per la riorganizzazione in alcuni servizi segreti conosciuti come: SRI (Servizio Intelligence della Romania), SIE (Servizio Intelligence per l'Estero), SPP (Servizio Protezione e Sorveglianza) e STS (Servizio Speciale Telecomunicazioni).

## Suddivisioni

### Direzione Generale per le Operazioni Tecniche
La Direzione Generale per le Operazioni Tecniche era una parte chiave della Securitate. Creata nel 1954 con aiuto sovietico, controllava tutte le voci e le comunicazioni elettroniche verso e dalla Romania comunista. Ascoltavano tutte le telefonate e i messaggi inviati tramite telegrafo o telescrivente. Installavano microfoni in strutture pubbliche e private, in questo modo quasi tutte le conversazioni condotte in Romania erano intercettate da questo dipartimento.

### Direzione per il Controspionaggio
La Direzione per il Controspionaggio controllava tutti gli stranieri in Romania e cercava di impedire il contatto tra loro e i cittadini romeni. Il contatto quando era impossibile da evitare veniva monitorato. Questa direzione attuava diverse misure per impedire ai romeni di vivere con cittadini stranieri, una di queste misure era l'obbligo di avvertire la Securitate della presenza di stranieri entro 24 ore. Questa direzione fermava anche i cittadini romeni che volevano chiedere asilo nelle ambasciate straniere.

### Direzione per le Carceri
La Direzione per le Carceri operava all'interno delle prigioni, famose per le loro terribili condizioni. I prigionieri erano continuamente picchiati, l'assistenza medica negata, la posta sequestrata e talvolta venivano somministrate dosi letali di veleno.

### Direzione per la Sicurezza Interna
La Direzione per la Sicurezza Interna era inizialmente incaricata di controllare l'attività all'interno del PCR (Partito Comunista Rumeno). Ma dopo la diserzione di Ion Mihai Pacepa nel 1978 e la richiesta di descrivere i dettagli del regime di Ceausescu, come la collaborazione con i terroristi arabi, il forte spionaggio sull'industria americana e gli sforzi per ottenere supporto dai governi occidentali, lo spionaggio e le infiltrazioni aumentarono all'interno della Securitate facendo infuriare Ceausescu. Per risolvere questi problemi l'intera divisione venne riorganizzata e incaricata di rimuovere il dissenso all'interno del Partito Comunista. Una divisione segreta di questa direzione venne composta da agenti fedeli solo a Ceausescu e incaricata di controllare altri esponenti della Securitate. Questa divisione controllava le telefonate di ufficiali della Securitate e di esponenti del partito per assicurarsi se la loro fedeltà era totale.

### Commissione Nazionale per i Visti e i Passaporti
La Commissione Nazionale per i Visti e i Passaporti controllava tutti i viaggi e i fenomeni di emigrazione dentro e fuori della Romania. L'emigrazione era impossibile per chiunque ma tutti gli alti dirigenti del partito o comuni cittadini romeni che ne facevano richiesta venivano messi sotto sorveglianza. Molti ebrei e tedeschi ricevettero passaporti e visti di uscita attraverso taciti accordi con i governi Israeliani e della Germania Ovest, in base ai quali la Romania riceveva dai 5 ai 10.000 dollari per ogni visto d'uscita. Anche le persone normali, che non erano ebrei, tedeschi, battisti o alti funzionari del partito sono stati in grado di emigrare verso l'occidente. Lo svantaggio era che il periodo di attesa per il rilascio di un passaporto era di 3 - 4 anni. Questo periodo di attesa equivaleva ad una prigione a cielo aperto per cui si veniva privati del lavoro, del diritto di guadagnarsi una vita e molestati dagli agenti della Securitate. Quando nel 1988 le leggi che regolavano i viaggi furono ammorbidite 40.000 romeni si rifugiarono in Ungheria.

### Direzione per le Truppe di Sicurezza
La Direzione per le Truppe di Sicurezza disponeva di una forza composta da 20.000 paramilitari equipaggiati con artiglieria e veicoli pesanti. Essi proteggevano le stazioni della radio, della televisione e costruzioni del partito. Per assicurarsi la totale fedeltà di queste truppe diversi funzionari politici di questa direzione erano stati in passato all'interno delle truppe stesse. Nel caso di un colpo di Stato questa direzione aveva la funzione di proteggere il partito. Le truppe di sicurezza avevano un trattamento che garantiva condizioni di vita superiori a quelle degli altri cittadini.
Dopo la rivoluzione questa direzione venne sciolta e convertita prima nella Guardia e Truppe d'Ordine (Trupele de Pază și Ordine) e nel luglio del 1990 nella Gendarmeria romena.

### Direzione per la Militia
La Direzione per la Militia controllava gli standard della polizia romena. Era incaricata di reprimere gli aborti clandestini. 
Nel 1990 è stata riciclata nella polizia romena. 

### V Direzione
La V Direzione era composta dalle guardie del corpo per importanti esponenti del governo.